# Somos lo que hay
Somos lo que hay es una película mexicana de terror estrenada en 2010. Es la ópera prima del director mexicano Jorge Michel Grau.

## Argumento
La película trata de una familia de antropófagos que, tras la muerte del padre, decide continuar los rituales de canibalismo a la vez que se disputan la nueva vacante de líder.

## Reparto
Paulina Gaitán y Daniel Giménez Cacho son los actores de los personajes principales.

## Reconocimientos
La película compitió en la sección de Largometraje mexicano de ficción del Festival Internacional de Cine de Guadalajara.

## Elenco
- Adrián Aguirre - Adriana
- Miriam Balderas - Sheyla
- Francisco Barreiro - Alfredo
- Carmen Beato - Patricia
- Alan Chávez - Julián
- Juan Carlos Colombo - Director de la Funeraria
- Paulina Gaitán - Sabina
- Daniel Giménez Cacho - Tito
- Miguel Ángel Hoppe - Gustavo
- Raúl Kennedy - Adán
- Octavio Michel - Teniente
- Esteban Soberanes - Octavio
- Humberto Yáñez - Papá
- Jorge Zárate - Owen

## Nueva versión
En 2013, se estrenó una nueva versión estadounidense titulada We Are What We Are (traducción literal), dirigida por Jim Mickle.